# Æddi Stephanus
Æddi Stephanus (auch Eddius Stephanus oder Stephen of Ripon; * um 650; † nach 710 wahrscheinlich in Ripon) war ein angelsächsischer Priester und Mönch, der als Kantor und Lehrer für Kirchengesang in York und in der nordenglischen Abtei Ripon wirkte und möglicherweise der Autor der Vita Sancti Wilfrithi war.
Der Protagonist dieser Hagiographie, Bischof Wilfrid von York, holte den in Kent ausgebildeten Æddi Ende der 660er Jahre als Vorsänger mit in sein Bistum, wo er ins Kloster Ripon eintrat. Die Vita selbst spricht von zwei Vorsängern, Ædde und Æona aus Kent. Auch Beda Venerabilis erwähnt in seiner 731 vollendeten Kirchengeschichte des englischen Volkes, dass ein gewisser „Æddi cognomento Stephanus“, also ein „Æddi, auch bekannt als Stephanus“, auf Einladung Wilfrids als erster Kantor nach Northumbria gekommen sei. Æddi begleitete den Bischof nach Friesland und nach 678 auf drei Reisen nach Rom. Er war sowohl bei der Synode von Ripon im Jahr 704 und bei Wilfrids Tod 709/710 an dessen Seite.
Im Vorwort einer Abschrift der Vita Wilfrithi, die allerdings erst um 1200 entstanden ist, bezeichnet sich deren Verfasser als  „Stephanus, ein Priester“. Wegen dieser Namensgleichheit wurde der von Beda erwähnte Vorsänger Æddi Stephanus seit dem 17. Jahrhundert mit diesem Autor identifiziert. Angeblich soll er die Vita im Auftrag des Bischofs Acca von Hexham und des Abts Tatberht von Ripon verfasst haben. Für diese Annahme spricht, dass der Verfasser der Lebensbeschreibung Wilfrid persönlich gekannt haben muss, in allen Fällen vehement Partei für ihn ergreift und dass Æddi Stephanus tatsächlich ein enger Vertrauter und Gefolgsmann des Bischofs gewesen ist. Die neuere Forschung sieht die Namensgleichheit jedoch nicht als hinreichenden Beleg für seine Autorschaft an, zumal Æddi den Text in relativ hohem Alter geschrieben haben müsste.